# تشكيل المعركة في الحرب على غزة
هذا هو تشكيل المعركة في حرب غزة.

## إسرائيل
- الجيش الإسرائيلي 
  -  القوات البرية الإسرائيلية 
    -  القيادة الشمالية
      -  الفرقة 36
        -  لواء جولاني[1]
          -  الكتيبة الثانية عشرة للمشاة "باراك"
          -  الكتيبة الثالثة عشرة للمشاة "جدعون"
          -  كتيبة المشاة 51 "هابوكيم هريشون"

        -  لواء إتزيوني[2]
        -  اللواء السابع المدرع
          -  الكتيبة المدرعة 77 "أوز"[3]
          - الكتيبة المدرعة 82 "جعش"[4]

        -  لواء باراك المدرع[5]
          -  الكتيبة المدرعة 53 "صوفا"[6]

      -  الفرقة 146
        -  لواء كرملي[5]
        -  اللواء المدرع الرابع "كرياتي" (احتياط)[7]
          - الكتيبة 222 للمشاة[8]

        -  لواء عوديد[9]
        -  اللواء 205 مدرع "إيجروف هبرزل" (احتياط)[10]
        -  لواء المظليين رقم 226 "نيشر" (احتياط)[11]
        -  لواء المشاة 228 "ألون" (احتياط)
          - كتيبة المشاة 5030[12]

      -   الفرقة 91
        -  لواء الإسكندروني (احتياط)[13]
        -  اللواء الإقليمي رقم 300 "براعام"[14]
        -  اللواء الإقليمي 769 "حيرام"[15]
          - كتيبة الساحل[16]

      -  الفرقة 210[17]
        -  اللواء 474 "الجولان"[18]
        -  اللواء 679 مدرع "يفتاح" (احتياط)[19]
        -  لواء هحاريم[20]

    -  القيادة الجنوبية للجيش الإسرائيلي
      -  فرقة غزة
        -  اللواء الإقليمي 6643 "القطيف"
        -  اللواء الإقليمي 7643 "جيفين"[21]
          -  كتيبة الاستطلاع الصحراوية[22][23]

      -  الفرقة 162
        -  لواء غيفعاتي[24]
          -  كتيبة المشاة 424 "شاكيد"[25]
          -  الكتيبة 432 مشاة "تزابار"[26]
          -  كتيبة المشاة 435 "روتيم"[27]

        -  اللواء 401 مدرع
          -  الكتيبة المدرعة التاسعة "إيشت"[28]
          -  الكتيبة المدرعة 46 "شيلاه"[29]
          -  الكتيبة المدرعة 52 "ها بوكيم"[30]

        -  لواء ناحال[31]
          -  كتيبة المشاة 931 "شحام"[32][33]
          -  كتيبة المشاة 932 "جرانيت"[34]

        -  كتيبة الإشارة "أفيك"[35]

      -  الفرقة 80
        -  اللواء 460 مدرع[21]
        -  لواء باران
          -  كتيبة كراكال[36]
          -  كتيبة المشاة الحدودية رقم 277 "تشيتا"[37]

      -  فرقة سيناء (احتياط)[38][39][40]
        -  لواء هارئيل (احتياط)[38]
        -  لواء النقب (احتياط)[41]
        -  اللواء 16 مشاة (احتياط)
          - الكتيبة 8119 "حلميش"[42]

      -  لوتار إيلات  [لغات أخرى]‏[43]

    -  القيادة الوسطى للجيش الإسرائيلي
      -  الفرقة 99 مشاة (احتياط)
        -  لواء المشاة الخامس "هشارون"
          -  كتيبة يهوناتان[44]

        -  لواء يفتاح (احتياط)
          - الوحدة 8679[45]

        -  وحدة متعددة الأبعاد[46]
        -  لواء المظليين 646 "شوالي ماروم" (احتياط)
        -  لواء كفير
          -  نيتسح يهودا[47]

      -  الفرقة 98[48]
        -  لواء المظليين الإسرائيلي[49]
          - كتيبة المظليين 101 "فتان"[50]
          - الكتيبة 202 للمظليين "تزابا"[50]
          - كتيبة المظليين 890 "إيفا"[3]

        -  اللواء 55 مظليين (احتياط)
        -  لواء عوز
          -  الوحدة 212 "ماجلان"[51]
          -  وحدة دوفدفان[52]
          -  وحدة إيجوز[53]

        -  لواء المظليين رقم 551 "هيتزي هايش" (احتياط)
        -  الوحدة 5515[54]

      -  فرقة يهودا والسامرة
        -  لواء منشيه الإقليمي[55]
        -  كتيبة الاستخبارات الميدانية 636 "نيتسان"[56][57]
        -  فرقة يهودا والسامرة[58]

    -  قيادة الجبهة الداخلية الإسرائيلية[59]
      -  قسم القدس والمنطقة الوسطى
        -  لواء الإنقاذ والتدريب
          -  كتيبة البحث والإنقاذ رقم 498 "شهار" [60]
          -  كتيبة البحث والإنقاذ رقم 894 "تافور"[59]

      -  قسم المنطقة الجنوبية
        -  لواء المشاة 6050 "دانيال""[61]

    -  مديرية القوى العاملة
      -  فيلق الشرطة العسكرية[62]
      -  فيلق المساعدين  [لغات أخرى]‏

    -  سلاح المشاة
      -  لواء المشاة 261
      -  لواء "هاماروم" 646
      -  لواء بيسلماخ[63]
        - الكتيبة السابعة عشرة للمشاة "أسود الجولان" [30]

    -  سلاح الهندسة القتالي الإسرائيلي
      -  وحدة ياهالوم[64]
      -  كتيبة الهندسة القتالية 601 "آساف"
      - كتيبة الهندسة القتالية رقم 603 "لاهف"[65]
      - كتيبة الهندسة القتالية رقم 605 "هامهات"
      -  كتيبة الهندسة القتالية 749[66]
      -  وحدة قيادة فيلق الهندسة 801 "جي بي خان الشمالية"[67]
      -  وحدة قيادة فيلق الهندسة 802 "مركز جي بي خان"[68]
      -  كتيبة المعدات الميكانيكية الهندسية 7064 "تسمه/السهل"[69]
      -  كتيبة الهندسة القتالية 8170 "غيدهان"[70]

    -  سلاح الاستخبارات القتالية[71]
      -  كتيبة الاستخبارات الميدانية 414 "نيشر"
      -  كتيبة الاستخبارات الميدانية 869 "شحاف"[72]

    -  فيلق اللوجستيات  [لغات أخرى]‏
    -  سلاح المدفعية
      -  لواء المدفعية 213 "هتكوما" (احتياط)
        -  الكتيبة 7042[73][بحاجة لمصدر أفضل]

      -  لواء المدفعية 215 "عامود هعش"[53]
      -  لواء المدفعية 282 "أوزبيت جولان"[74]
      -  لواء المدفعية 454 "طابور" (احتياط)
        - كتيبة دوهر[75]

      -  الوحدة 5252 "زيك"[76]

    -  سلاح المدرعات
      -  اللواء الثامن مدرع (احتياط)[77]
        - الكتيبة 9212[78]

      -  اللواء المدرع الرابع عشر "ماشاتز" (احتياط)
      -  اللواء المدرع 179 "ريم" (احتياط)[53]

    -  الهيئة الطبية
    -  عوكيتس[79]

  -  القوات الجوية الإسرائيلية  
    -  قاعدة رمات ديفيد الجوية
      -  السرب 193[80]

    -  قاعدة بلماحيم الجوية
      -  السرب 123[81]
      -  السرب 124[82]
      -  السرب 147 "غورينغ رام"[83]
      -  السرب 166 "طيور النار"[84]

    -  قاعدة رامون الجوية[85]
      -  السرب 119[86]
      -  السرب 190[87][88]

    -  قاعدة نفاطيم الجوية[85]
      - السرب 120[89]
      - السرب 122[89]
      - السرب 131[85]

    -  قاعدة سدوت ميخا الجوية  [لغات أخرى]‏[90]
    -  قاعدة تل نوف الجوية
      -  السرب 118[91][بحاجة لمصدر أفضل][92]
      -  السرب 210 "النسر الأبيض"[93]

    -  قاعدة حتسريم الجوية
      - السرب 69[94]

    -  جناح المعدات والتقنية
      -  الوحدة 324 "أوفيك"  [لغات أخرى]‏[95]

    -  الجناح السابع
      -  الوحدة 669[96]
      -  وحدة شلداغ[97][98]
      -  الوحدة 5700

    -  قيادة الدفاع الجوي
      -  كتيبة مقلاع داوود 66[99]
      -  كتيبة آرو 136[100]
      -  كتيبة القبة الحديدية 137
      -  كتيبة إم آي إم-104 باتريوت 138[101]
      -  كتيبة القبة الحديدية 139
      -  كتيبة القبة الحديدية 947

  -  سلاح البحرية الإسرائيلي 
    -  الساحة الجنوبية
      -  الأسطول الحادي عشر
      -  سرب الدوريات 916[102]
        - سلاح البحرية الإسرائيلي[102]

    -  قاعدة عتليت البحرية
      -  شايطيت 13

    -  الساحة الشمالية
      -  الأسطول الثالث
        -  آي إن إس ماجن[103]
        -  آي إن إس هانيت
        -  آي إن إس أوز[104]
        -  آي إن إس أتزماوت  [لغات أخرى]‏[105]
        -  آي إن إس نيتزاشون  [لغات أخرى]‏[106][107]
        -  آي إن إس هيريف  [لغات أخرى]‏[108]

      -  الأسطول السابع[109]
      -  وحدة المهام تحت الماء[110]

    -  ساحة البحر الأحمر[111][112]

  -  شرطة إسرائيل[113]
    - المنطقة الجنوبية
    -  زاكا[114]
    -  لاهف 433[114]
      - الوحدة 33 "جدعون"[115]

    - ياسام
    -  شرطة حدود إسرائيل[24][116]
      -  القيادة الجنوبية لـ إم جي بي
      - يمام[117]
      -  القسم التكتيكي[118]

  -  جهاز الاستخبارات العسكرية
    -  الوحدة 504[119]
    -  الوحدة 8200[120]
    - وحدة استطلاع هيئة الأركان العامة الإسرائيلية[121][122][123]
    -  الوحدة 9900

  -  وزارة الدفاع[124]
    -  وحدة تنسيق أعمال الحكومة في المناطق[125]

  -  موساد[126]
  - شاباك[127][128]
  -  مصلحة السجون الإسرائيلية
    - متسادا[129]

  - المواطنون الإسرائيليون المسلحون[130][131]
    - فرق الطوارئ الاحتياطية في الكيبوتس والموشاف
- عنف المستوطنين
  - لهافا[132]
  - تساف 9  [لغات أخرى]‏
  - هاشومير يوش  [لغات أخرى]‏[133]

## حماس وحلفاؤها

### الجماعات الفلسطينية
- الغرفة المشتركة لفصائل المقاومة الفلسطينية
  -  حركة حماس[134]
    -  كتائب الشهيد عز الدين القسام[135]
      - قوات النخبة
      - لواء جوي[136]
      - لواء الشمال
        - كتيبة بيت لاهيا
        - كتيبة بيت حانون
        - كتيبة الخلفاء الراشدون
        - كتيبة الشهيد سهيل زيادة
        - كتيبة جباليا البلد
        - كتيبة عماد عقل
        - كتيبة النخبة

      - لواء غزة
        - كتيبة صبرا تل الإسلام
        - كتيبة الدرج والتفاح
        - كتيبة الرضوان
        - كتيبة الشجاعية
        - كتيبة الزيتون
        - كتيبة الشاطئ
        - كتيبة النخبة المحتملة

      - اللواء المركزي
        - كتيبة دير البلح
        - كتيبة البريج
        - كتيبة المغازي
        - كتيبة النصيرات
        - كتيبة النخبة المحتملة

      - لواء خانيونس
        - كتيبة المعسكر
        - كتيبة شمال خان يونس
        - كتيبة جنوب خان يونس
        - كتيبة شرق خان يونس
        - كتيبة القرارة
        - كتيبة النخبة

      - لواء رفح
        - الكتيبة الشرقية
        - كتيبة خالد بن الوليد
        - كتيبة الشابورة
        - كتيبة رابعة مجهولة الهوية
        - كتيبة النخبة

      - لواء الضفة الغربية
        - كتيبة قباطية[137]
        - كتيبة جنين[138]

      - حماس في لبنان
        - طلائع طوفان الأقصى[الإنجليزية] [139]

      - خدمات الأمن العام [140]

  -  حركة الجهاد الإسلامي في فلسطين[141]
    -  سرايا القدس
      - كتيبة طولكرم[142]
        - كتيبة نور شمس[143]

      - كتيبة جنين[144]
      - كتيبة نابلس[145]
      - كتيبة طوباس[146]
      - لواء المعسكرات المركزية[147]
      - القوات البحرية[148]

  -  الجبهة الديمقراطية لتحرير فلسطين[149]
    -  كتائب المقاومة الوطنية 

  -  جماعات فتح السابقة
    -  كتائب شهداء الأقصى[146]
      - عش الدبابير[142]
      - كتيبة جنين[150]
      - كتيبة قلقيلية[150]
      - كتيبة طولكرم[151]
      - وحدة الاستجابة السريعة[152]
        - كتيبة الرد السريع طولكرم[153]

      - كتيبة نابلس [154]
      - كتيبة طوباس[146]
      - الوحدة الخاصة[155]

    -  فرق أيمن جودة[156]
    -  كتائب الشهيد عبد القادر الحسيني[156][157]
    -  جيش العاصفة[156]

  -  الجبهة الشعبية لتحرير فلسطين[158][بحاجة لمصدر أفضل]
    -  كتائب أبو علي مصطفى
      - حراس مخيم الدهيشة

  -  لجان المقاومة الشعبية[159]
    -  ألوية الناصر صلاح الدين 

  -  حركة الأحرار الفلسطينية[159]
    -  حركة الأحرار الفلسطينية

  -  حركة المجاهدين الفلسطينية[159]
    -  كتائب المجاهدين

  -  الجبهة الشعبية لتحرير فلسطين – القيادة العامة[160]
    -  كتائب أبو علي مصطفى 

  - مجموعات عرين الأسود[161]
  - كتيبة جنين[162]
  - كتائب البدية[163]
  - ألوية القدس
    - كتيبة نابلس[164]

  - لواء خليل الرحمن[165]
  - كتيبة العياش[166]

جيش الأمة

### الجماعات غير الفلسطينية
- محور المقاومة
  -  حزب الله
    -  قوة حزب الله المسلحة
      - سرايا المقاومة اللبنانية[168]
      - وحدة الرضوان[169]
      - كتائب الإمام الحسين [170]
      - كتائب عزيز[171]
      - ألوية النصر[172]
      - اللواء 4400 [173]
      - ألوية الدفاع الجوي[174]
      - ألوية الهندسة[175]
      - حزب الله السوري[176]

  - كتائب عز الإسلامية[138]
  -  الجماعة الإسلامية[177]
    -  قوات الفجر
      - وحدة خالد علي[175]

  -  الحزب السوري القومي الاجتماعي في لبنان[178]
    -  نسور الزوبعة

  -  حركة أمل[179]
  - المقاومة الإسلامية في العراق[153]
    - عصائب أهل الحق[180]
    -  كتائب حزب الله[181]
    - كتائب سيد الشهداء[182]
    -  الحشد الشعبي[146]

  -  المقاومة الإسلامية في البحرين[146]
    - سرايا الأشتر[183]

  -  المقاومة الإسلامية في الأردن[الإنجليزية][184][185][بحاجة لمصدر أفضل]
  -  المجلس السياسي الأعلى[186]
    -  القوات المسلحة اليمنية (المجلس السياسي الأعلى)
      -  القوات المسلحة اليمنية (المجلس السياسي الأعلى)
      -  القوات البحرية اليمنية  (المجلس السياسي الأعلى)
      -  القوات الجوية اليمنية   (المجلس السياسي الأعلى)

    -  أنصار الله الحوثيون

  -  سوريا إبان حكم حزب البعث (حتى عام 2024)
    -  القوات المسلحة العربية السورية
      -  القوات البرية العربية السورية[187]
      -  قوات الدفاع الوطني
      -  قوات الدفاع الجوي السوري[188]

    -  جبهة تحرير الجولان[الإنجليزية]

  -  إيران
    -  هيئة الأركان العامة للقوات المسلحة الإيرانية
      -  جيش الجمهورية الإسلامية الإيرانية[189][190]
        -  القوة البحرية لجيش الجمهورية الإسلامية الإيرانية
          - مدمرة ألبرز الحربية[191]

        -  مقر خاتم الأنبياء للدفاع الجوي[189][190]

      -  الحرس الثوري الإيراني
        -  القوة الجوفضائية لحرس الثورة الإسلامية
        -  فيلق القدس[192]
        -  القوة البحرية لحرس الثورة الإسلامية
          - إم في بهشاد[193]

  -  الإخوان المسلمون (في الأردن)[194]

- [بحاجة لمصدر أفضل][195]
- المتمردون المنفردون
- السلطة الوطنية الفلسطينية
  -  الأجهزة الأمنية الفلسطينية
    -  شرطة فلسطين[196][197]
- لبنان[ا][198]
  -  الجيش اللبناني
- سوريا (من عام 2024)
  -  غرفة العمليات الجنوبية
  -  الجيش العربي السوري
    -  القوات البرية العربية السورية
- الأمم المتحدة
  -  قوة الأمم المتحدة المؤقتة في لبنان[ب]
    -  فرقة غارودا[200]
    -  مالبات[الإنجليزية][201]
    -  الكتيبة 121/125 مشاة[202][203][204]

## الملاحظات
1. ↑  أكدت الحكومة اللبنانية أنها ستبقى بعيدة عن الصراع بين حزب الله وإسرائيل، لكنها سترد على الهجمات الإسرائيلية على مواقعها.
2. ↑  رغم أن قوات اليونيفيل هي قوة لحفظ السلام ولا تشارك بشكل نشط في الأعمال العدائية، فإن مواقعها تعرضت للاستهداف، وتكبدت قوات حفظ السلام التابعة لها خسائر في الأرواح.[199]